# ヘイヴァーヒル奇襲
ヘイヴァーヒル奇襲（ヘイヴァーヒルきしゅう）は、アン女王戦争中の1708年8月29日に起こった戦闘である。ヌーベルフランス、アルゴンキン族、アベナキ族の兵が、ジャン＝バティスト・エルテ・ド・ルーヴィユの指揮下、マサチューセッツ湾直轄植民地のヘイヴァーヒル、そして辺境地帯の小さな集落を襲撃したもので、この奇襲によりヘイヴァーヒルの住民16人が殺され、14人から24人が捕虜にされた。襲撃の後民兵の一団がすばやく彼らを追って、小競り合いとなり、フランスとインディアン連合軍の9人が戦死し、捕虜の何人かが逃走した。
奇襲隊の元々の標的はヘイヴァーヒルではなかった。ヌーベルフランス当局は、ピスカタクア川に沿った集落に、もっと大規模なインディアン部隊を送り込み、一連の軍事行動を起こす計画を立てていた。しかし、一部のインディアンがマサチューセッツへの遠征に乗り気でなく、ヌーベルフランスは、目標の範囲をせばめ、より狙いやすい地域を選ぶしか方法がなくなった。1708年の時点では、イギリス領植民地がヌーベルフランスからの襲撃を警戒するよう命じられていたため、1704年にやはりマサチューセッツのディアフィールドで行われた奇襲よりも、こちらのほうが経費がかかった。

## 奇襲に至るまで

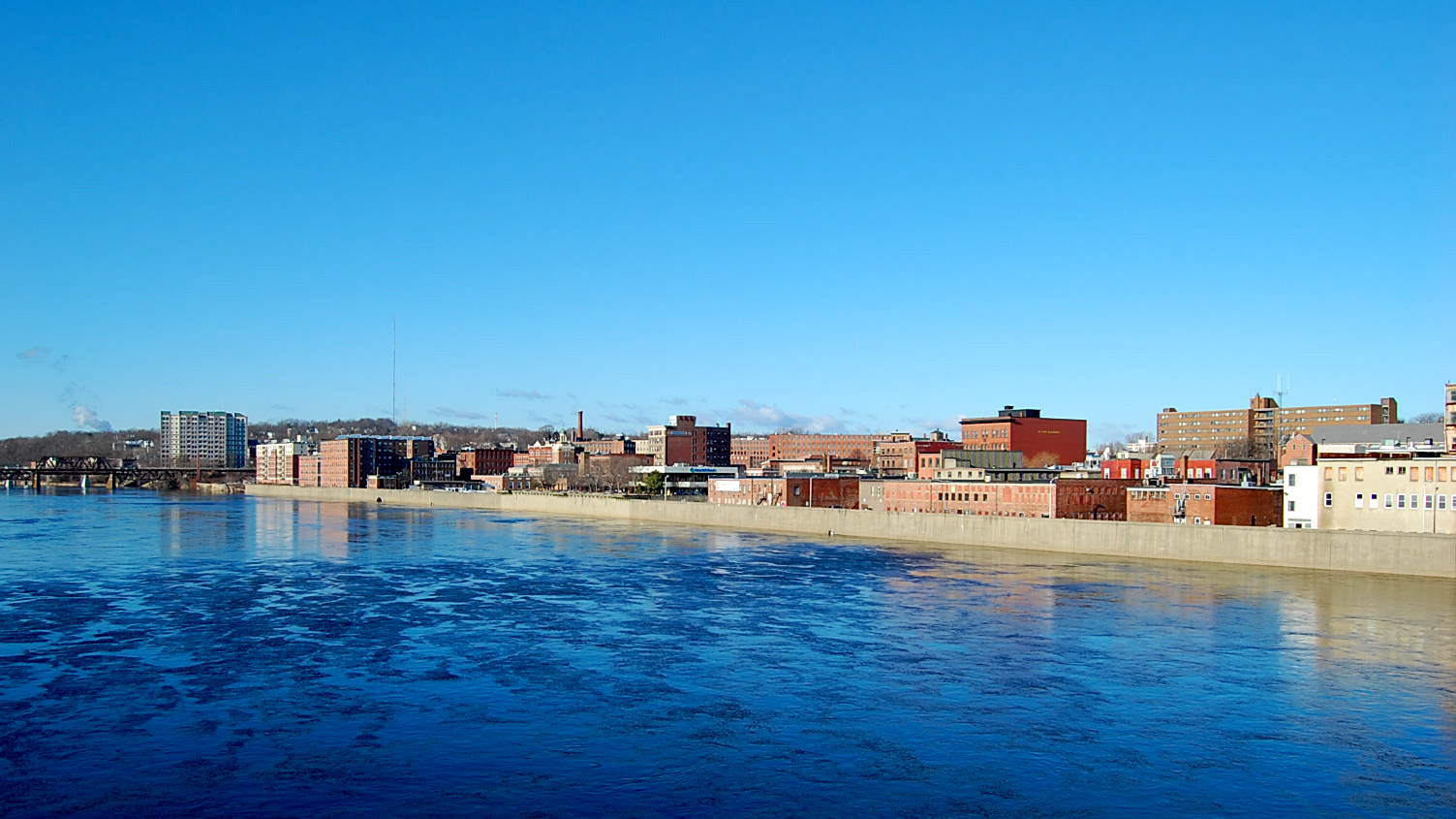
ヘイヴァーヒル市街（2008年）

北アメリカのイギリス植民地におけるスペイン継承戦争であるアン女王戦争が1702年に勃発し、これによって、既に緊張状態にあったイギリス領のニューイングランドと、アカディア、そしてカナダの植民地を含むヌーベルフランスとの境界争いが激しくなった。ヌーベルフランスの防御に携わる海兵隊の士官たちは、インディアン部隊を連れて、セントローレンス川の南からニューイングランド北部の辺境地帯をたびたび回っていた。そのニューイングランド北部（現在のマサチューセッツ州北部、ニューハンプシャー州南部、そしてメイン州の地域）には、当時複数の小さな集落があった。
この戦争の期間中に、最も効果を上げ、また最も規模が大きかった襲撃は、1704年2月のディアフィールド奇襲だった。この奇襲は、約250人の部隊がジャン＝バティスト・エルテ・ド・ルーヴィユに率いられており、その多くはインディアンだった。ルーヴィユの奇襲隊は、多くのディアフィールドの人々を殺し、また捕囚してカナダに連行した。この過酷な連行で、たくさんの捕虜が死んだ。その後、生き延びた捕虜はインディアンの集落に引き取られた。マサチューセッツ当局は、この奇襲を受けて、国境を民兵に守らせ、報復としてアカディア襲撃に踏み切った。
マサチューセッツのヘイヴァーヒルもやはり1704年に小規模の襲撃を受けていたが、1708年にヌーベルフランス総督のフィリップ・ド・リゴー・ヴォードルイユが起こしたこの奇襲のような、野心に満ちたものではなかった。アカディアのポートロワイヤル包囲戦の後、ヴォードルイユは、フランス海軍大臣のポンシャルトラン伯ジェローム・フェリポーに、ニューイングランド植民地に十分な圧力をかけられなかったことを批判された。ヴォードルイユはまた、フランスの影響下にあるインディアンの、ニューヨーク植民地との無許可貿易が増加する傾向にあり、それがヌーベルフランスの経済を逼迫することを懸念していた。こういった理由から、ヴォードルイユは、ニューイングランドに、1704年のものよりも、もっと大がかりな奇襲を行うことを決意した。

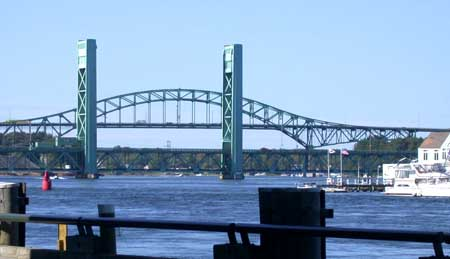
ピスカタクア川

ヴォードルイユの計画は、ピスカタクア川流域のニューハンプシャーの町を、400人もの兵を集めて攻撃するというものであった。この大規模な部隊内での、そして奇襲の対象となる町からの秘密保持のために、奇襲隊はセントローレンスからウィニペサウケ湖に沿って何箇所かに分散し、ウィニペサウケ湖でアベナキ族やペナコック族の部隊と合流するようにした。ヌーベルフランスの主力部隊は約100人で、民兵や海兵隊員から構成され、ルーヴィユの指揮の下トロワリビエールを発った。この中には、ディアフィールドの奇襲を経験したものが多く、アベナキ族とニピシング族が同行していた。カネサタケから来たイロコイ族220人部隊は、レネ・ブーシェ・ド・ラ・ペリエールの指揮の下、ケベックの近くから来るであろうヒューロン族、アベナキとモントリオールを出発する予定だった。

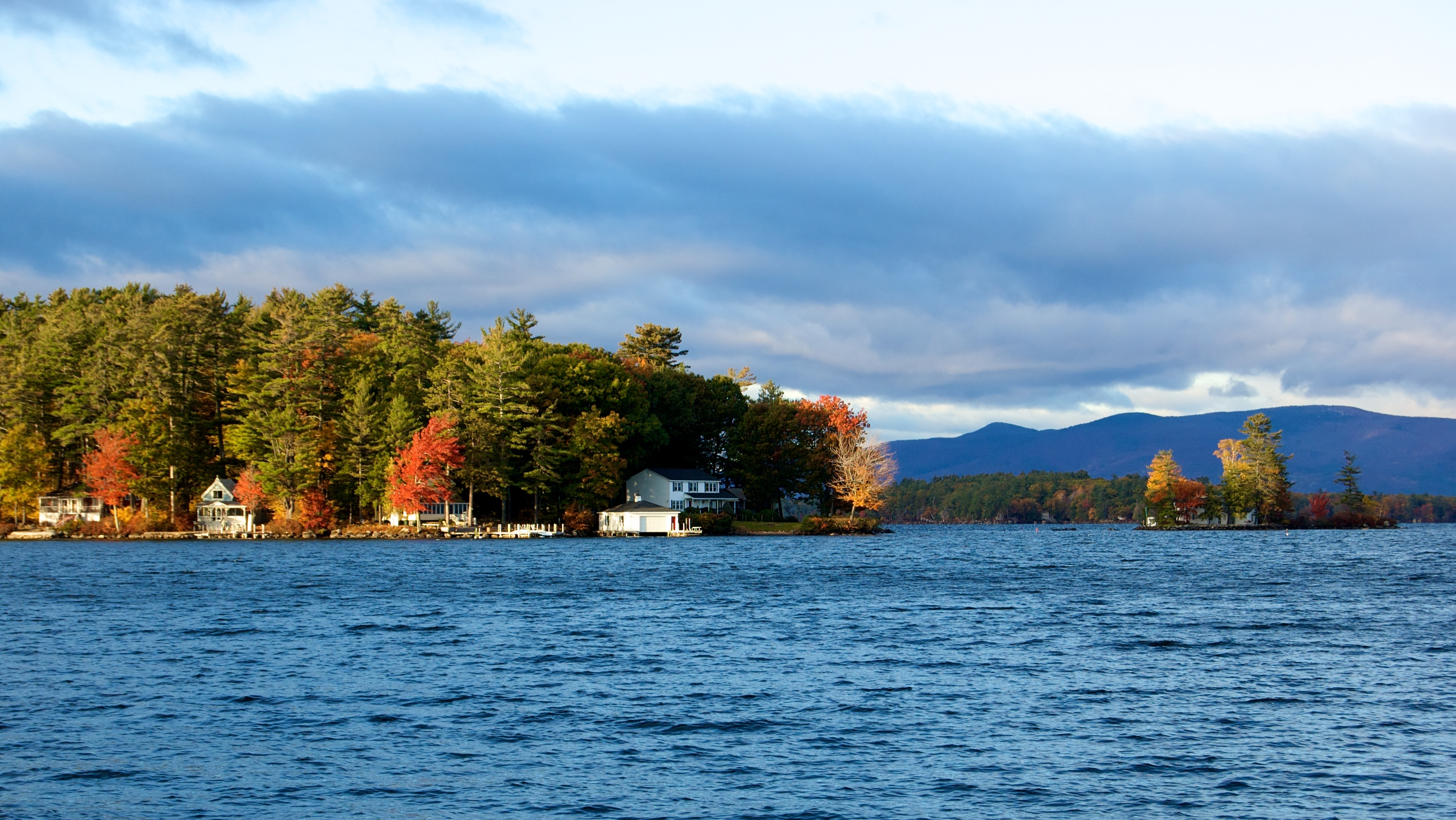
ウィニペサウケ湖

大がかりな遠征が計画されていると言う知らせが、インディアンの交易者によってオールバニに届き、更にボストンへと届いた。この遠征の目標がなんであるのかわからなかったため、具体的な防御の準備はほとんどなされなかった。植民地の民兵が、この知らせを受けて40人ばかりヘイヴァーヒルへ派遣された。

## インディアン兵の脱落
遠征の構成員たちは、7月の半ばにセントローレンス川を出発した。ケベックの部隊がサンフランソワ川を上っていた時、事故でヒューロンの兵が1人死んだ。このことは、多くのインディアンに不吉の前兆と映り、ヒューロン族の兵たちは戻って行った。モントリオールから来たイロコイ族の中で、何人かの兵が、シャンプラン湖を経由して旅をしている時に病気になり、あとのイロコイ兵たちが遠征を続けるのを拒否した。当時これは、戦闘を避けるためのイロコイ族の策略だと考えられた。ヴォードルイユは、これが策略であること、そして、オールバニのイギリス系住民から、「イギリスとの戦争に参加しないために」遠征を故意に放棄するやり方を選んだというのは事実であると信じていた。インディアンたちの撤退により遠征が滞ったものの、ヴォードルイユは、たとえもう援軍がなかったとしても、ルーヴィユに前進を続けるよう命令した。ルーヴィユ率いる奇襲隊がウィニペサウケ湖に着いた時、ルーヴィユは東部出身のインディアンが、遠征に参加したがっていないことに気づいた。その後ルーヴィユは、160人部隊で出発した。このため、守りの手薄な場所を攻撃するしか方法が無くなっていた。
何年もの間、ヘイヴァーヒルは奇襲の目的地候補だった。この集落は、1704年の奇襲と、九年戦争（大同盟戦争、ウィリアム王戦争）の初期の奇襲で構造は既によくわかっていた。民家が25軒から30軒と特に大きくもなく、位置的にも防御ができているとは言い難く、防備を強化しているのはほんの何軒かにすぎなかった。住民に警戒されないうちに、奇襲隊はこの集落を何度もすばやく出入りした。集落の外に出た奇襲隊は、8月29日の日曜日に奇襲することを決め、準備を始めた。当時ヘイヴァーヒルの近くに住んでおり、流浪の身であったアベナキ族軍の首長エスカムビュイト（ネスカムビュイス）は、奇襲の噂を聞きつけ、遠征の途中のある地点から参加した。
この時、ヘイヴァーヒルの防御に関しての責任は二分されていた。この地の民兵はサイモン・ウェインライトの指揮下にあり、このウェインライトの家からは集落全体が見渡せた。植民地部隊の3つの小さな駐屯隊（3人から4人規模の）が補足部隊として駐屯隊しており、全面的な指揮権は少佐のターナーにあった。

## 奇襲

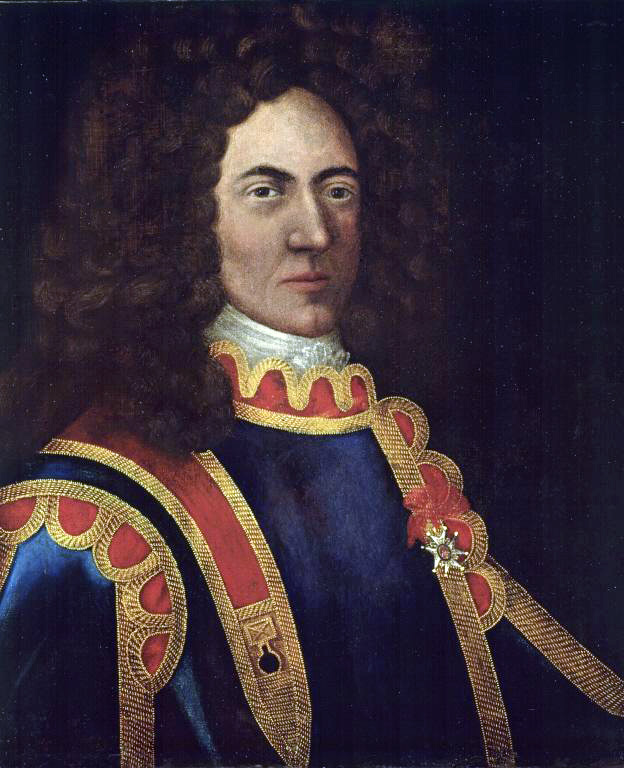
ジャン＝バティスト・エルテ・ド・ルーヴィユ

奇襲隊は、民兵から成る集落外の駐屯隊からこっそり逃れたが、夜明け前のわずかな光の中、最初に彼らを見つけたのは、ヘイヴァーヒルの住民だった。その住民は、銃を発砲して警報を発し、村の方へ走って行った。フランスとインディアンの連合軍は、騒々しく物音を立てながら後を追った。奇襲隊が集落の民家を襲うと同時に、この警告が全体に行き渡った。一部の駐屯隊はこの地区の牧師館にいたが、牧師のベンジャミン・ロルフは、奇襲隊を入れないように玄関のかんぬきを差していた。奇襲隊は玄関に発砲し、さらにドアをたたき壊した。ロルフはこの銃撃がもとで負傷した。それから、フランスとインディアンの連合軍はロルフと妻、幼い子を虐殺し、「恐怖で身動きできず」慈悲を求める民兵たちをも殺した。ある民家では、開いた窓から赤ん坊が外に投げ捨てられたが、無事であった。多くの住民が、地下の穴倉へと逃げ込んでいた。この穴倉の隠し戸は奇襲隊に見つかっていなかったのである。民兵の指揮官であるウェインライトは、防備強化の準備をしていた時、奇襲隊の銃撃が家のドアを貫き、その弾に当たって即死した。
襲撃と略奪が続く中、民兵の中隊が近づく物音が聞こえ、奇襲隊は礼拝堂に火を付け、民家から強奪した捕虜や略奪品と共に姿を消した。隣接した集落から援軍が来ており（一部はセーラムから来ていた） 少佐ターナーの指揮下に召集された。ヘイヴァーヒルの民兵のある部隊は、集落から数マイル（約3-5キロ）のところに、奇襲隊の軍用行李が置いてあるのを見つけ、そのうちいくつかを持って帰った。サミュエル・エイアーの中隊は20人ほどで、退却中の奇襲隊を追跡した。最終的に、民兵の援軍により補強されたエイアー隊は、動きが取れなくなった奇襲隊と一戦交えた。後衛部隊の激しい攻撃により、奇襲隊は民兵を撃退し、エイアーを殺したが、奇襲隊側も、ルヴィーユの兄弟を含む9人が戦死し、18人が負傷した。この小競り合いの為、奇襲隊は捕虜と略奪品の一部を放棄して逃げて行った。この襲撃でヘイヴァーヒルでは、小競り合いの結果戻った人数を含め、30人から40人の死者と捕虜を出した。

## 奇襲後の植民地
奇襲隊へのカナダへの帰路は困難なものだった。捕虜の1人、ジョセフ・バートレットによると、行李を置き去りにしたことで食糧が乏しくなり、ある日は食用に鷹をつかまえて、15人でそれを分け合った。その時のバートレットの取り分は頭の部分で、「4日ぶりに一番量の多い食事にありつけた」。バートレットはインディアンと共に、4年間捕虜の生活を送った。フランス兵の何人かは、食糧のない旅を敢えて選ぶよりは、マサチューセッツ当局に降伏する方を選んだ。
この奇襲に関するフランス側の証言は、かなり数字が誇張されており、数百人が殺され、奇襲後の小競り合いには、イギリス系住民が200人もいたなどとあった。この襲撃は、前回のディアフィールドの時よりも、フランス側の経費は高くついた。マサチューセッツの民兵が、以前に比べて奇襲への準備を整えていたためだった。また、フランス側は前回よりも高い割合で死傷者を出していた。
ヘイヴァーヒル襲撃は、アン女王戦争中に、フランスがマサチューセッツに仕掛けたものの中では最後の大規模なものだった。辺境への小規模なものはいくつかあった。また、1712年に、当時マサチューセッツ領だったウエルズ（現在はメイン州）へ大軍勢が攻撃を仕掛けたこともあった。他に1710年のポートロワイヤルの戦いが行われ、これで勝利したイギリスは、1711年に海兵隊員を含めたケベック遠征を行ったが、セントローレンス川河口で輸送艦が座礁し、大勢の犠牲者を出したため、これは中断された。